# Kurtidae
Kurtidae é uma família de peixes da subordem Kurtoidei. O seu único género é Kurtus.

## Espécies
Estão descritas as seguintes espécies:
- Kurtus gulliveria Castelnau, 1878
- Kurtus indicus Bloch, 1786